# Choqā Balk-e Moḩammad Zamān
Choqā Balk-e Moḩammad Zamān (persiska: چقا بلک محمّد زمان) är en ort i Iran.   Den ligger i provinsen Kermanshah, i den västra delen av landet, 400 km väster om huvudstaden Teheran. Choqā Balk-e Moḩammad Zamān ligger 1 353 meter över havet och antalet invånare är 117.
Terrängen runt Choqā Balk-e Moḩammad Zamān är platt åt sydväst, men åt nordost är den kuperad. Runt Choqā Balk-e Moḩammad Zamān är det ganska tätbefolkat, med 185 invånare per kvadratkilometer. Närmaste större samhälle är Robāţ-e Māhīdasht, 6,2 km söder om Choqā Balk-e Moḩammad Zamān. Trakten runt Choqā Balk-e Moḩammad Zamān består i huvudsak av gräsmarker.